# Aim (Fluss)
Der Aim (russisch Аи́м) ist ein linker Nebenfluss der Maja in der Region Chabarowsk im Fernen Osten Russlands.
Der Aim entsteht am Zusammenfluss seiner beiden Quellflüsse Bolschoi Aim und Maly Aim. Er fließt über eine Strecke von 110 km in überwiegend nordöstlicher Richtung zur Maja, in welche er bei der Siedlung Aim linksseitig mündet. Das Einzugsgebiet des Aim umfasst 26.500 km² und erstreckt sich über den westlichen Teil des Rajons Ajano-Maiski in der Region Chabarowsk. Die beiden Quellflüsse entspringen unweit voneinander im Aldanhochland an der Grenze zur Republik Sacha. 
Der wesentlich größere und längere rechte Quellfluss Bolschoi Aim (Большой Аи́м, „Großer Aim“) macht von seinem Quellgebiet aus einen weiten Bogen nach Osten und später nach Norden. Er trifft schließlich auf den wasserreicheren nach Westen fließenden rechten Nebenfluss Omnja, wenige Kilometer vor der Einmündung des Maly Aim. Der Bolschoi Aim ist 285 km lang. Sein Einzugsgebiet umfasst 9080 km².
Der Maly Aim (Ма́лый Аи́м, „Kleiner Aim“) ist der linke und kleinere Quellfluss des Aim. Er fließt in überwiegend nordöstlicher Richtung. Seine Länge beträgt 127 km. Er entwässert ein Areal von 2360 km².